# Джордж Роулинсън
Канън Джордж Роулинсън , на англ. Canon George Rawlinson, е британски учен – историк и християнски богослов. По-малък брат на Хенри Роулинсън.
След като се дипломира в университета в Оксфорд (от Тринити колидж) през 1838 г., прави научна кариера. В периода 1842–1846 г. е научен сътрудник и преподавател, след което лектор и професор по древна история в периода 1861–1889 г.
Негово дело е английският превод на историята на Херодот в сътрудничество с Хенри Роулинсън и Джон Гардинър Уилкинсън (1858–60).